# Gilbert Bodart
Gilbert Bodart (Ougrée, 1962. szeptember 2. – ) belga válogatott labdarúgó, edző.

## Pályafutása

### Klubcsapatban
1981 és 1996 között a Standard Liège csapatában játszott és két bajnoki címet szerzett. Az 1996–97-es szezonban a Girondins Bordeaux játékosa volt. 1997 és 1998 között a Standard Liège-ben szerepelt. 1998-tól 2000-ig az olasz Brescia játékosa volt. 2000 és 2001 között a Ravenna FC, 2001 és 2002 között a KSK Beveren csapatát erősítette.  

### A válogatottban
1985 és 1995 között 12 alkalommal szerepelt a belga válogatottban. Részt vett az 1986-os és az 1990-es világbajnokságon.

## Sikerei
Standard Liège
- Belga bajnok (2): 1981–82, 1982–83
- Belga kupagyőztes (2): 1980–81, 1992–93
- KEK-döntős (1): 1981–82

Egyéni
- Az év kapusa Belgiumban (4): 1985, 1986, 1992, 1995